# جورج روث
جورج روث (بالإنجليزية: George Roth)‏ هو لاعب جمباز فني أمريكي، ولد في 25 أبريل 1911 في لوس أنجلوس في الولايات المتحدة، وتوفي في 31 أكتوبر 1997 في إستوديو سيتي ‏ في الولايات المتحدة.

## وصلات خارجية
- جورج روث على موقع اللجنة الأولمبية الدولية (الإنجليزية)
- جورج روث على موقع أوليمبيديا (الإنجليزية)